# Charles Willson Peale
Charles Willson Peale (15. dubna 1741, Chester (Maryland) – 22. února 1827, Filadelfie) byl americký malíř.

## Život
Vyučil se sedlářem a poté, co byl objeven jeho malířský talent, studoval rovněž malbu v Americe i v Anglii. Jeho mladší bratr byl malíř James Peale (1749–1831), kterého učil malovat. Peale byl aktivním příznivcem nezávislosti USA a během Americké revoluce bojoval v Kontinentální armádě, kde dosáhl hodnosti kapitána. Pealeovým nejdůležitějším odkazem je velké množství portrétů osobností, které stály u zrodu Spojených států.